# タチュ (タングート部)
タチュ（モンゴル語: Taču、1244年 - 1280年）は、モンゴル帝国に仕えた将軍の一人で、タングートの出身。『元史』などの漢文史料では塔出(tǎchū)と記される。

## 概要
タチュは「チンギス・カンの親衛千人隊長」として名高いチャガンの子の布兀剌の子で、伯父に当たるムカリ（木花里）の死後はこの家系を代表する人物となった。幼い頃に父を亡くしたタチュは1264年（至元元年）よりクビライの親衛隊（ケシクテイ）に仕え始め、1267年（至元4年）には祖父のチャガンの投下領からの税収の内半分を受け取ることが認められた。1276年（至元7年）には昭勇大将軍・山東統軍使に任じられて莒州・密州・膠州・沂州・郯城・邳州・宿州・即墨の諸城を守り、南宋からの侵攻を寄せ付けなかった。1278年（至元9年）には更に行枢密院からに僉枢密院事改められ、南宋にしばしば侵攻し遂に南宋の将軍の蔣徳勝を投降させる功績を挙げた。
1279年（至元10年）、僉淮西等処行枢密院事とされ、南宋の将軍の陳奕と戦いこれを破った。1280年（至元11年）には更に鎮国上将軍・淮西行省参知政事に改められ、安豊・廬州・寿州を攻略した。同年には南宋の将軍の夏貴が10万の大軍を率いて正陽を包囲したため、クビライの命によってタチュが援軍として派遣された。正陽にたどり着いたタチュはアタカイとともに南宋軍を破り、正陽の包囲を解かせた。この功績によってタチュは淮西行院とされ、淮河を渡って廬州・揚州の間に駐屯するようになった。
1275年（至元12年）、バヤンを総司令とする南宋侵攻が始まると、タチュは揚州方面の攻略を任せられた。タチュは事前に諜報によって南宋軍が夜襲を行おうとしていることをつかみ、伏兵を設けてこの夜襲軍を破り揚州一帯を平定した。この功績によってタチュは淮東左副都元帥とされ、1276年（至元13年）には淮西行中書省事とされた。同年中には江西都元帥として広東方面に進出し、この一帯を平定した。1278年（至元15年）には未だ逃亡を続ける南宋の益王趙昰・広王趙昺の討伐が張弘範・李恒らに命じられ、タチュは彼らの後方支援を命じられた。1280年（至元17年）にはクビライの下を訪れて江西行省とされたが、間もなく病で37歳にして亡くなった。
息子は2人おり、長男の宰牙は中奉大夫・江西宣慰使に、次男の必宰牙は征東行中書省左丞にそれぞれなった。また、江西方面の軍事を取り仕切る「江西都元帥」の地位は、建国の功臣ボロクルの一族であるアルクイ/ベルケ・ブカ兄弟に引き継がれた。

## タングート部チャガン家
- 曲也怯律
  - 阿波古
    - 亦力撒合（イレグ・サカル）
    - 立智理威
      - 買訥（マイヌ）
        - 達理麻（ダルマ）

      - 韓嘉訥

  - 察罕（チャガン）
    - 木花里（ムカリ）
    - 布兀剌
      - 塔出（タチュ）
        - 宰牙
        - 必宰牙